# Nicolaas Molenaar (1850-1930)

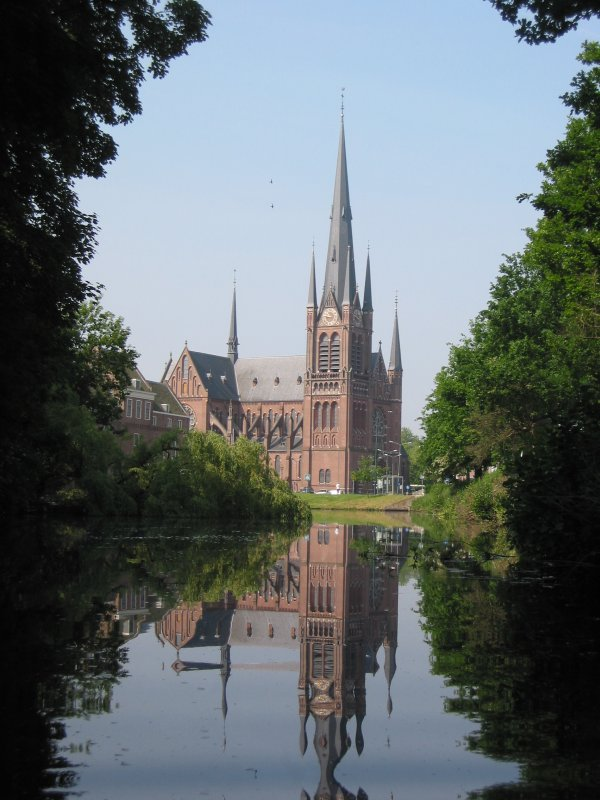
Sint-Bonaventurakerk (Woerden)

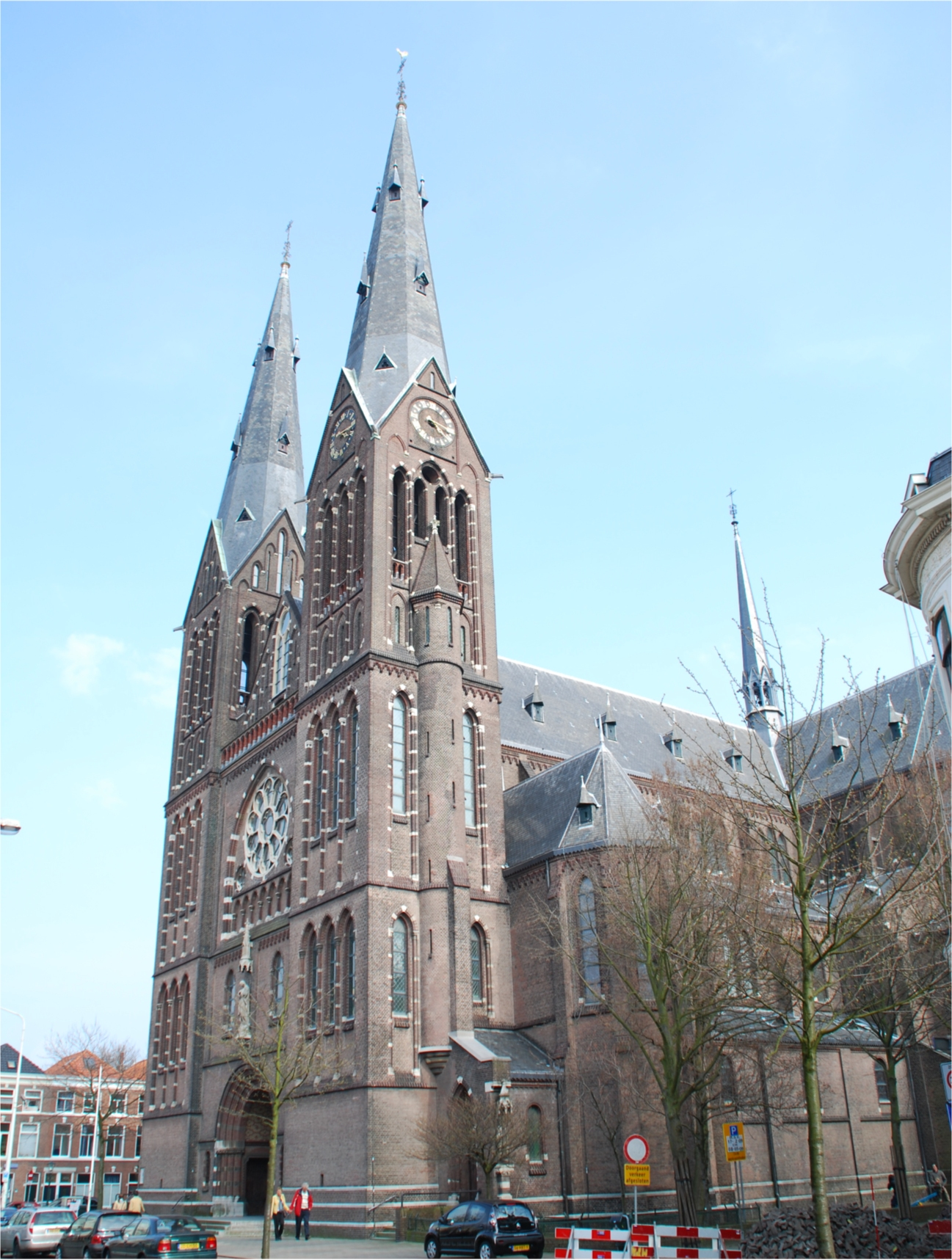
Elandkerk (Den Haag)

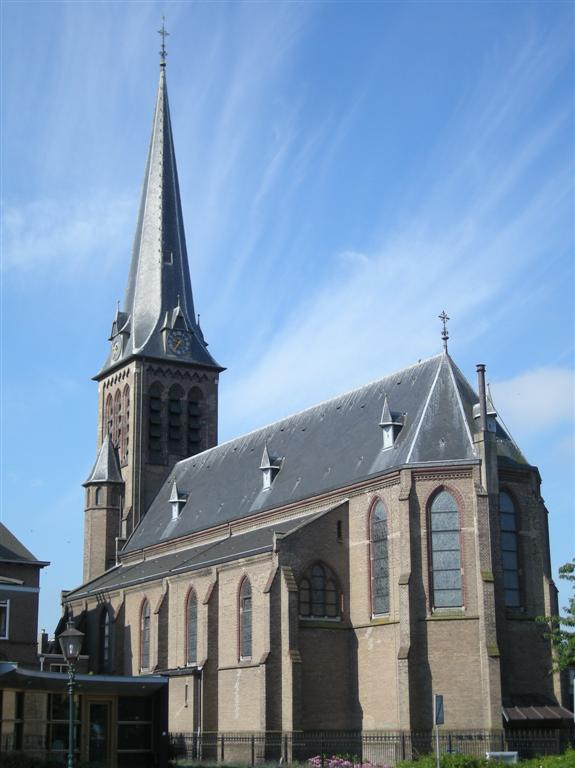
Sint-Willibrorduskerk (Lemmer)

Nicolaas Molenaar sr. (Sneek, 30 juli 1850 – Den Haag, 30 december 1930) was een Nederlands architect.

## Beknopte biografie
Nicolaas Molenaar was een zoon van Petrus Molenaar en Johanna van der Steele. Hij trouwde op 3 november 1875 met Maria van der Werf. Zijn vader was timmermanaannemer van de Sint-Martinuskerk (1872) te Sneek, een ontwerp van Pierre Cuypers. Nicolaas werd op negentienjarige leeftijd ook bij de bouw betrokken en werkte samen met opzichter Cornelis Peters. Als leerling van Cuypers was Molenaar opzichter bij diverse kerken en verhuisde naar Den Haag. Hier werkte hij tien jaar in rijksdienst, waarna hij zelfstandig architect werd. Hij ontwierp in opdracht van de Jezuïetenorde diverse kerkgebouwen. Na de bouw van het Canisiuscollege in Nijmegen kreeg hij om onbekende redenen geen opdrachten meer van deze kerkorde. Hierna verminderde de kwaliteit van zijn werk gedurende enkele jaren. Deze periode duurde van 1898 tot ca. 1905.
Zijn neogotische kerkgebouwen tonen invloeden van o.a. Alfred Tepe. Molenaar kreeg in 1928 een beroerte en overleed in 1930.
Zijn zoon Nicolaas Molenaar jr. begon zijn opleiding bij zijn vader en voltooide enkele van diens kerken.

## Plagiaat
Een bekend voorval in de architectenwereld is dat het nieuwe stadhuis van Woerden dat in 1888 gebouwd werd, een spiegelbeeldige kopie was van het raadhuis van Noordwijk, ontworpen door Nicolaas Molenaar. De gemeente Woerden wilde niet veel geld uitgeven aan een opdracht voor een architect en had Molenaars bouwtekeningen laten kopiëren door de gemeentearchitect Cornelis Fluijt. Dit plagiaat leidde tot een nationale rel en uiteindelijk tot een vorm van auteursrecht voor architecten. Molenaar kreeg als compensatie voor zijn schade opdrachten voor het ontwerp van andere gebouwen in Woerden, zoals de Bonaventurakerk.

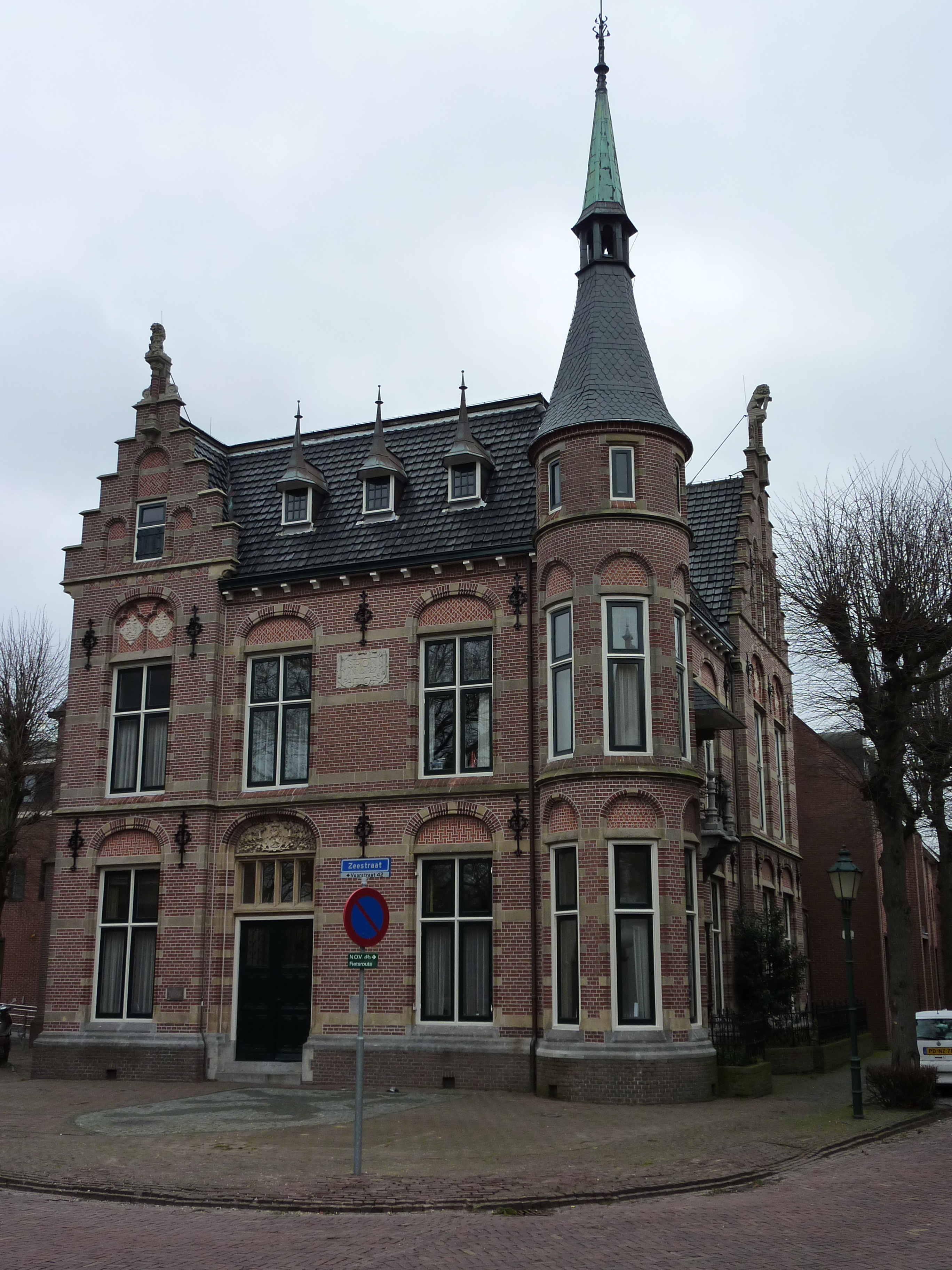
Raadhuis (Noordwijk)

## Bekende bouwwerken
- Sint-Stephanuskerk - Borne (1888)
- Sint-Bonaventurakerk - Woerden (1892)
- O.L. Vrouw Onbevlekt Ontvangenkerk (Elandkerk) - Den Haag (1892)
- Sint-Ignatiuskerk - Rotterdam (1892)
- Huize Groenesteijn (weeshuis) - Den Haag (1892-94)
- Sint-Jeroenskerk - Noordwijk (1894)
- Molenstraatkerk - Nijmegen (1896)
- St. Willibrorduskerk - Oude Pekela (1896)
- Sint-Bonifatiuskerk - Rijswijk (1897)
- Canisiuscollege - Nijmegen (1900)
- Sint-Willibrorduskerk - Wassenaar (1905)
- Marthakerk - Den Haag (1909)
- Engelbewaarderskerk -Den Haag (1915)
- Sint-Bartholomeuskerk - Poeldijk (1926)
- Sint Antonius Ziekenhuis - Sneek (1903)
- Sint-Lambertuskerk (De Weere) - De Weere (1905) (Later herbouwd)